# Joseph Kelm
Joseph Kahenn, dit Joseph Kelm, est un comédien et chanteur français né le 9 avril 1805 à Paris et mort le 29 janvier 1882 à Paris 9e.
Il était l'oncle de Fernand Kelm, comédien-chanteur et régisseur de théâtre, qui lui succéda à la direction de l'Alcazar, et le beau-frère de Joseph Mayer, directeur des Folies-Mayer.

## Biographie
Fils d'Israël Kahenn, un commerçant originaire de Colmar installé rue Vieille-du-Temple à Paris[réf. nécessaire], et de Bellotte Bloc, il devient l'élève du chanteur Alexandre-Étienne Choron. Il débute en 1825 comme ténor lyrique à Rouen où son père s'est établi entretemps, avant d'être engagé à l'Opéra-Comique, où il chante entre autres le rôle de Mergy dans Le Pré-aux-Clercs de Ferdinand Hérold, puis en 1839 au théâtre de la Renaissance, où il crée le rôle d'Urbain dans Le Naufrage de la Méduse, opéra de Friedrich von Flotow et Auguste Pilati (livret des frères Cogniard), et celui de Gilbert dans la version française de Lucia di Lammermoor de Gaetano Donizetti. Le 5 septembre de la même année, il épouse à Marseille Reine Benel.
Sa carrière prend un tournant dans les années 1840. Délaissant la « musique sérieuse », il passe au théâtre du Gymnase puis au Vaudeville en 1848 où il fait la connaissance du chanteur-compositeur Hervé, avec lequel il compose une « pochade », Don Quichotte et Sancho Pança, considérée comme la première opérette. Lorsque Hervé ouvre en 1854 son théâtre des Folies-Nouvelles, boulevard du Temple, il entraîne tout naturellement Kelm dans l'aventure. De 1855 à 1859, ils y créeront quantité d'opérettes à deux personnages de leur composition (Le Compositeur toqué, La Fine Fleur de l'Andalousie, Un drame en 1779...) mais aussi l'une des premières œuvres de Jacques Offenbach : Oyayaye ou la Reine des îles (1855).
Par la suite, Kelm se tourne peu à peu vers le café-concert, créant de nombreuses chansonnettes à succès parmi lesquelles Le Docteur Isambert, Fallait pas qu'y aille, Tire-toi d'la comm' tu pourras, Charmante Rosalie... et les plus connues : Le Sire de Framboisy de Laurent de Rillé et Le Pied qui r'mue de Paul Avenel (1862). Sa carrière est d'une exceptionnelle longévité : en 1875, à 70 ans passés, il est toujours à l'affiche de l'Alcazar. Il meurt en 1882 à 77 ans.
Joseph Kelm est inhumé au cimetière de Montmartre (3e division) où sa sépulture est toujours visible.